# NGC 5602
NGC 5602 (również PGC 51340 lub UGC 9210) – galaktyka soczewkowata (RSA0), znajdująca się w gwiazdozbiorze Wolarza. Odkrył ją William Herschel 15 maja 1787 roku.